# Таня Дікеншайд
Таня Дікеншайд (нім. Tanja Dickenscheid, 17 червня 1969) — німецька хокеїстка на траві.
Срібна призерка Олімпійських Ігор 1992 року, учасниця 1996, 2000 років.
Бронзова призерка Чемпіонату Європи 1995 року.
Срібна призерка Трофею чемпіонів 1991, 1997, 2000 років.
Бронзова призерка Чемпіонату світу 1998 року.